# Rodnowo

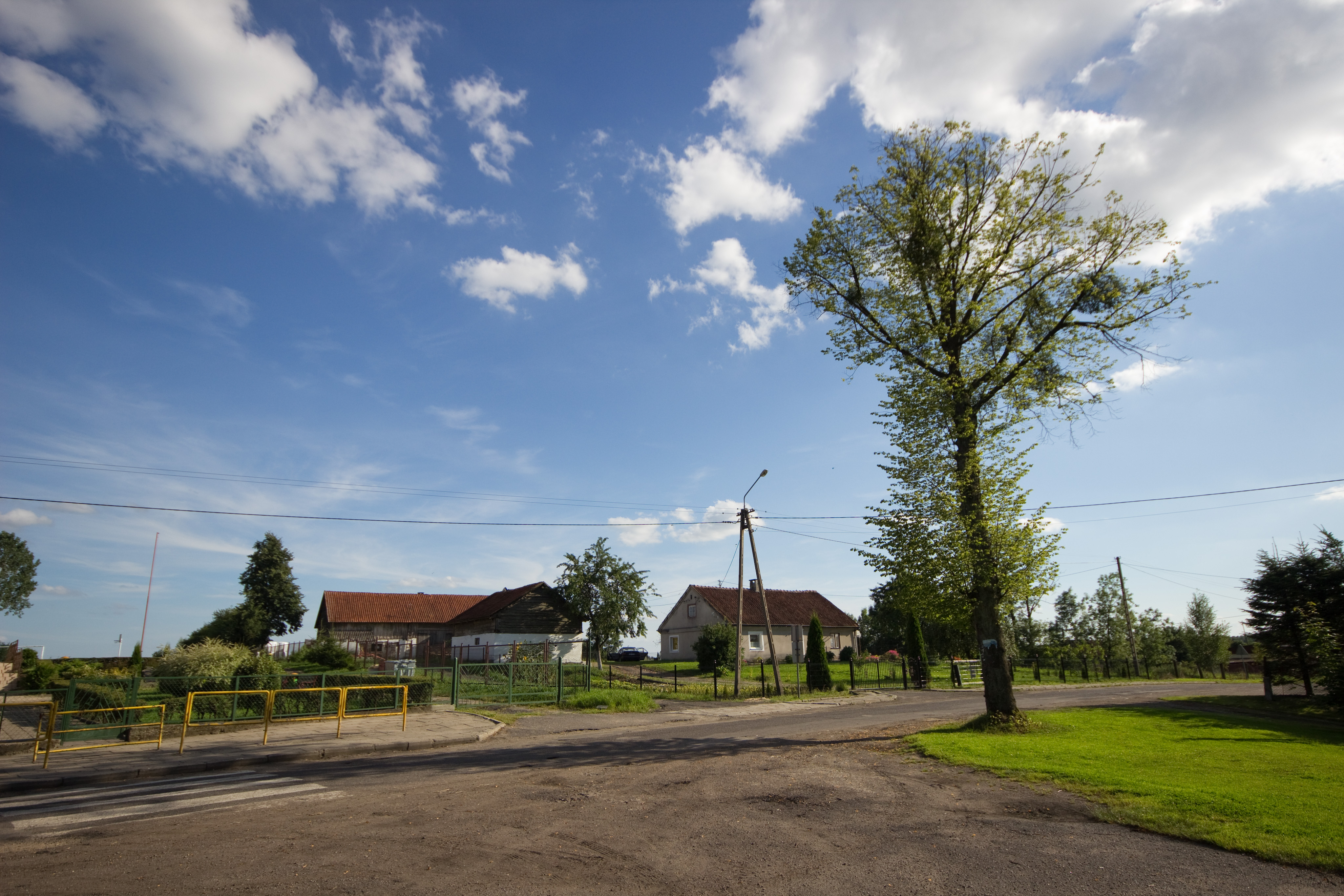
Centrum wsi

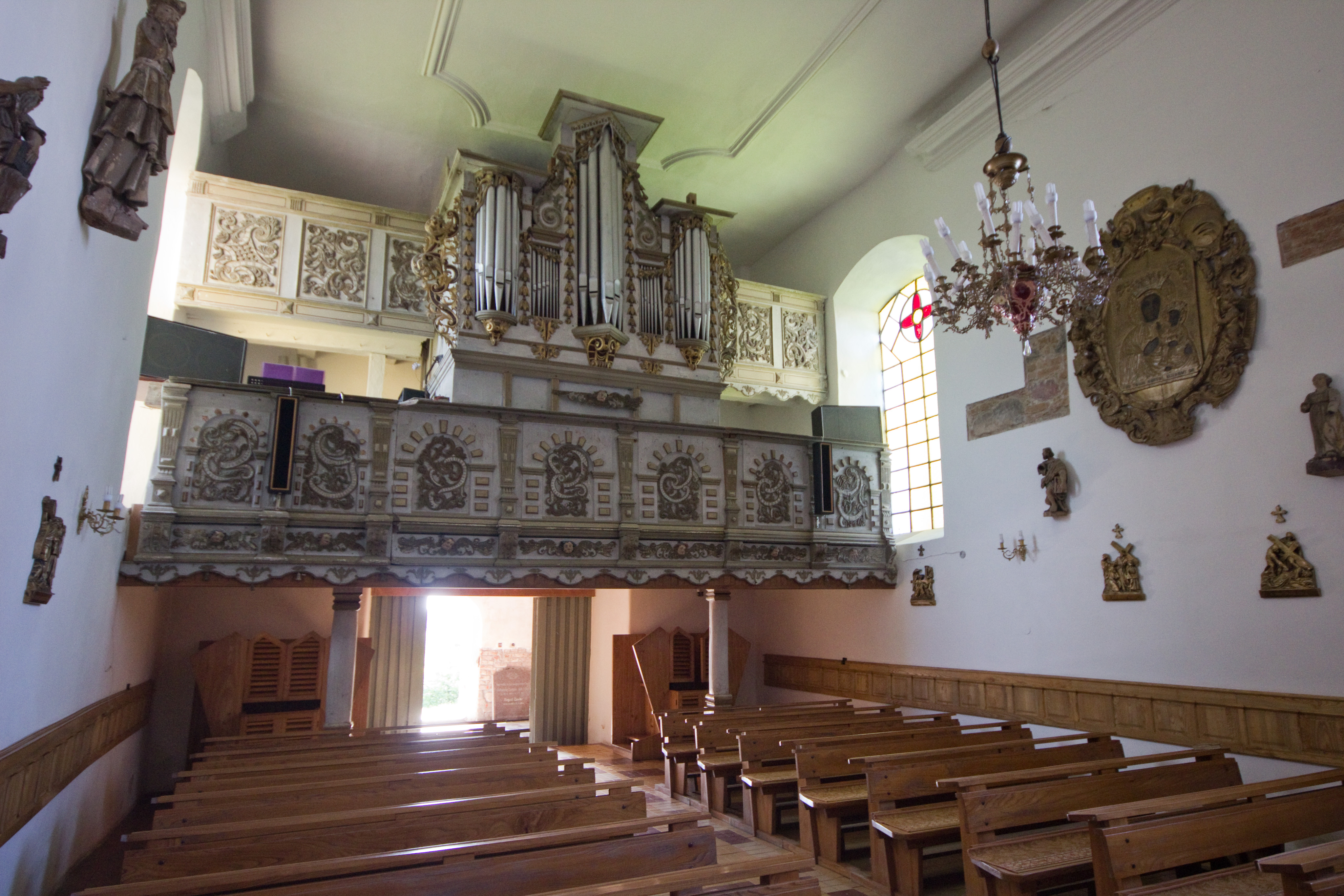
Rodnowo, kościół, widok na prospekt organowy

Rodnowo (niem. Reddenau) – wieś w Polsce położona w województwie warmińsko-mazurskim, w powiecie bartoszyckim, w gminie Bartoszyce. W latach 1975–1998 miejscowość administracyjnie należała do województwa olsztyńskiego.
We wsi znajduje się gotycki kościół, kaplica, Szkoła Podstawowa im. ks. Jerzego Popiełuszki z oddziałem przedszkolnym (przedszkole otwarto w ramach projektu unijnego w 2008 r.) oraz Wiejski Dom Kultury.

## Historia
W 1376 r. powstał majątek rycerski i wieś szlachecka pod nazwą Rodenaw. Kościół wybudowano w XIV w., parafia powstała w 1326 r. W 1377 w dokumentach wymieniano proboszcza Krzysztofa. Kościół po raz pierwszy w dokumentach wymieniano w 1384 r.
Prawo patronatu należało do dziedziców z Tolko. Szkoła powstała w XVI w. W 1737 r. szkoła przeszła pod nadzór państwowy (do tego czasu była to szkoła parafialna).
W 1935 r. w tutejszej szkole pracował jeden nauczyciel i uczyło się 93 dzieci. W 1939 r. we wsi było 448 mieszkańców.
W 1945 r. kościół powrócił do katolików (pw. Matki Boskiej Szkaplerznej. Parafia powstała 13 grudnia 1982 r. Oprócz kościoła znajduje się także kaplica, adaptowana przez ks. Janusza Końca z budynku gospodarczego (nabożeństwa od 1989 r.). Szkołę po II wojnie światowej uruchomiono w 1946 r. Organizatorka szkoły i pierwsza kierowniczka była Janina Pawłowska. W 1968 r. szkołę przeniesiono do nowego budynku, a wybudowano ją w czynie społecznym ze składek mieszkańców i wsparciu pobliskiej jednostki wojskowej w Bartoszycach. W tym okresie kierownikiem szkoły był Jan Hładysz. Od 1954 r. Rodnowo było siedzibą Gromadzkiej Rady Narodowej.
W 1983 r. we wsi było 57 domów, skupionych w zwartej zabudowie, ulice miały elektryczne oświetlenie. W tym czasie w Rodnowie było 282 mieszkańców oraz 66 indywidualnych gospodarstw rolnych, obejmujących łącznie areał 623 ha. We wsi hodowano 473 sztuki bydła (w tym 255 krów), 246 świń, 37 koni i 122 owce. We wsi była szkoła podstawowa, przedszkole, dom kultury, świetlica, filia biblioteczna, kino na 100 miejsc, boisko sportowe, urząd pocztowy, sklep spożywczy.
Do Szkoły Podstawowej w Rodnowie dawniej należały trzy punkty filialne w Burkartach, Wajsnorach i Sortławkach. Później filie te zostały zlikwidowane a dzieci z tych miejscowości uczęszczają do szkoły w Rodnowie. W ostatnich latach (przed wprowadzeniem obecnej reformy) liczba uczniów kształtowała się w granicach 150- 170, łącznie z oddziałem „0”. Ogólnie w ciągu 55 lat istnienia szkoły opuściło ją ponad 1000 absolwentów.

## Zabytki
- Gotycki kościół z XIV w., powiększony w 1616 a przebudowany w 1676 r. W 1818 r. wichura przewróciła wieżę, którą odbudowano w 1819 r. Budowla orientowana, salowa, murowana z cegły na kamiennej podmurówce. Wieża od zachodniej strony, zakrystia od północy, kruchta od południa. Okna zakończone spłaszczonymi łukami. W nawie strop z dekoracja sztukatorską (ornament stiukowy), sygnowaną z 1750 r. Wyposażenie kościoła jest barokowe i późnobarokowe. Ołtarz główny z 1730 r., dawniej połączony z amboną. Fragmenty ambony pochodzą z lat 1680-1687, wykonane w warsztacie Jana Pfeffera (Kościół pw. Matki Boskiej Szkaplerznej w Rodnowie), Zachowała się loża kolatora (rzeźbione obudowanie loży wykonane około 1725 r.) oraz dwa epitafia, jedno małżonków von Tettau, drugie von Lesgewanga w zbroi. Olejny obraz Ukrzyżowanie z XVII w., rzeźba świętego w ołtarzu pochodzi z XVIII w.